# Windhoek
Windhoek er hovedstad i det sydvestafrikanske land Namibia. Byen ligger på Khomas Highland-plateauet ca. 1.700 meter over havoverfladen. Byen har indbyggere 486,169 i 2023.

## Historie
Oprindeligt var Windhoek base for en namaquahøvding, som besejrede Herero-folket i 1800-tallet. Tyskland besatte området i 1885 og i 1892 blev byen hovedstad i Tysk Sydvestafrika. Under første verdenskrig blev byen besat af Sydafrika.

## Økonomi
Byen er blandt andet et handelscentrum for fåreskind. 

## Klima
Windhoek ligger i et område med forholdsvist køligt klima. Den gennemsnitlige årlige temperatur er 19.47 °C , hvilket dog er relativt højt, når man tager byens høje placering over havets overflade i betragtning. Den høje temperatur skyldes primært der blæser en varm vind ned nordfra og bjergene syd for byen, som giver læ for de kolde vinde fra syd.
I vintermånederne (juni, juli og august) kommer der meget sjældent regn. Minimumtemperaturen ligger mellem 5 °C og 18 °C . Nætterne er for det meste kølige og temperaturen kommer sjældent under frysepunktet. Sne kan forekomme, men er yderst sjældent. Om dagen ligger maksimumtemperaturen på mellem 20 °C i juli tit 31 °C i januar.
Det årlige gennemsnitlig nedbør ligger på omkring 350 mm, hvilket er for lidt til at planter og afgrøder kan overleve uden brug af kunstvanding. Der forekommer ofte tørke. Klimaet skifter hvert tiende år mellem en tør periode og en våd periode.

## Transport

### Tog
Fra Windhoek kan man rejse med tog til følgende byer:
- Okahandja (nord)
- Rehoboth (syd)
- Gobabis (øst)

### Vejnet
Kaiserstraße (i dag: Independence Avenue) blev byens første asfalterede vej i 1928. Ti år senere kom den næste asfalterede vej – Gobabis Road (i dag: Sam Nujoma Drive). I dag er ca. 5.000 km ud landets 40.000 km veje asfalteret. Byen er forbundet med Sydafrika via Trans-Kalahari-hovedvejen.
Windhoek har tre hovedindfaldsveje fra Rehoboth, Gobabis, og Okahandja.

### Lufthavne
Windhoek har to lufthavne. Tættest på byen ligger Eros Airport 7 km syd for byen. Byens hovedlufthavn er Windhoek Hosea Kutako International Airport 42 km øst for byen. Flere internationale luftfartsselskaber flyver til lufthavnen.